# Angelica major
Angelica major är en växtart i släktet kvannar (Angelica) och familjen flockblommiga växter. Arten är en perenn ört som endast förekommer i nordvästra Spanien och Portugal.